# Dorothea Smartt
Dorothea Smartt (sinh 1963) là một nhà thơ người Anh gốc Barbados.

## Tiểu sử
Con gái của những người nhập cư Caribbean đến từ Barbados, Dorothea Smartt sinh ra ở London và lớn lên ở đó. Cô có bằng Cử nhân Khoa học Xã hội của Đại học Bách khoa South Bank và bằng Thạc sĩ Nhân học tại Trường Cao đẳng Hunter (CUNY).
Smartt là nhà thơ cư trú tại chợ Brixton và gắn bó với nghệ sĩ sống tại Viện Nghệ thuật Đương đại. Cô đã giảng về nghệ thuật sáng tạo tại Birkbeck College, Đại học London và Đại học Leeds. Cô là biên tập viên thơ cho Sable LitMag  và là nhà văn khách tại Đại học Quốc tế Florida và Cao đẳng Oberlin. Tác phẩm của cô đã xuất hiện trên nhiều tạp chí văn học và tuyển tập khác nhau, bao gồm Bittersweet (Women Press, 1998), The Fire People (Payback Press, 1998), Mythic Women / Real Women (Faber, 2000), IC3: The Penguin Book of New Black ở Anh (2000), Một cơn bão giữa những ngón tay (Mắt lật, 2007) và Con gái mới của Châu Phi (Phiên bản Myriad, 2019).
Vở kịch đa phương tiện của cô, Fallout đã đi thăm các trường tiểu học trong và xung quanh London. Smartt cũng đã tạo và thực hiện tác phẩm solo Medusa, kết hợp thơ và hình ảnh.
Năm 2019, cô được bầu làm thành viên của Hiệp hội văn học Hoàng gia.

## Tác phẩm chọn lọcchọn[3]
- Fallout, kịch (2000)
- Connecting Medium, thơ ca (Peepal Tree Press, 2001)
- Samboo's Grave / Bilal's Grave, thơ (Peepal Tree Press, 2007)
- Ship Shape, thơ ca (Peepal Tree Press, 2008)
- Reader, I Married Him & Other Queer Goings-On, thơ (Peepal Tree Press, 2014)